# Clemente Rebora
Clemente Luigi Antonio Rèbora (Milano, 6 gennaio 1885 – Stresa, 1º novembre 1957) è stato un presbitero e poeta italiano.
Fu insegnante di lettere e collaborò a diverse riviste, tra cui La Voce. Le sue prime poesie rivelavano un profondo interesse per problematiche morali, portandolo a una crisi spirituale. Ordinato sacerdote nel 1936, continuò a scrivere poesie che riflettono il suo costante colloquio con Dio. Fu anche traduttore di autori russi tra cui Tolstoj e Gogol'.

## Biografia

### Gli studi
Quinto dei sette figli del garibaldino Enrico Rebora, di origini liguri, e di Teresa Rinaldi, inizia nel 1903 gli studi di Medicina a Pavia, interrompendoli però poco dopo per seguire i corsi universitari di lettere presso l'Accademia Scientifico-letteraria di Milano; nel frattempo si avvicina alla musica.
Nel 1907 Rebora presta il servizio militare a Milano e nel 1910 si laurea in lettere con percorso storico-contemporaneo, discutendo una tesi sul pensiero di Gian Domenico Romagnosi dal titolo "Gian Domenico Romagnosi nel pensiero del Risorgimento". Il relatore era il professore Gioacchino Volpe.

### L'insegnamento e la collaborazione alle riviste
Negli anni dieci in cui il giovane Rebora si sente "professoruccio filantropo" insegna in diversi Istituti tecnici e alle scuole serali (prima a Milano poi a Treviglio, a Novara - prima della chiamata in guerra - e a Como) e collabora a La Voce, alla Rivista d'Italia e a Diana.

### La prima raccolta poetica
Nel 1913 vengono pubblicati i Frammenti lirici presso le edizioni de La Voce dirette da Giuseppe Prezzolini con la dedica «ai primi dieci anni del secolo ventesimo» e collabora alla Riviera ligure e altre riviste letterarie.

### La guerra
Nel 1914 conosce Lydia Natus, pianista russa, e vive con lei a Milano (in via Tadino 3) fino a quando la loro relazione si interrompe, dopo la guerra. Allo scoppio della prima guerra mondiale, viene richiamato alle armi con il grado di sottotenente nel 72º reggimento di fanteria e in dicembre dello stesso anno combatte sul Podgora. Subisce un forte trauma cranico a causa di un'esplosione e rimane in stato di shock. Viene ricoverato e tra il 1916 e il 1919 passa da un ospedale militare all'altro finché, nel 1919, viene riformato con la diagnosi di infermità mentale.

### La seconda raccolta poetica
Questo non gli impedisce di continuare il lavoro d'insegnante e di portare avanti varie attività. Tra il 1919 e il 1928 insegna in vari istituti privati, dirige la collezione "Maestri di Vita" per l'editore Paravia e tiene numerose conferenze. Nel 1922 pubblica i Canti anonimi raccolti da C. Rebora nelle edizioni Il Convegno di Milano.

### La crisi religiosa
Nel 1928, durante una conferenza al Lyceum milanese sulle discipline religiose, mentre legge gli Acta Martyrum, ha una crisi religiosa che lo avvicinerà alla fede cattolica. Nel 1929, infatti, prende i sacramenti e nel 1930, dopo aver distrutto tutti i libri e le carte, entra come novizio nel Collegio Rosmini. Rimane come novizio per tre anni all'Istituto della Carità al Monte Calvario di Domodossola e per due anni è aiuto infermiere.

### Il sacerdozio
Entrato nell'Istituto della carità, pronuncia i voti perpetui nel 1936 e viene ordinato sacerdote a Domodossola, dove celebra la sua prima Santa Messa. Negli anni successivi esercita varie funzioni negli istituti rosminiani di Domodossola, Torino, Rovereto e Stresa. Continua a scrivere poesie a carattere religioso che vennero pubblicate in gran parte postume.

### La morte
A Stresa, a causa di una grave e dolorosa infermità, è costretto a rimanere immobile a letto e il 1º novembre del 1957 lo coglie la morte. Il suo corpo è oggi inumato in un sarcofago presso il Santuario SS. Sacramento a Stresa.

## Formazione e pensiero
La formazione familiare di Rebora avvenne nei valori della tradizione laica del Risorgimento e legata allo spirito dell'umanesimo mazziniano come voleva il padre, garibaldino a Mentana nel 1867.
Il padre, massone, era un ardente ammiratore di Carlo Cattaneo e dello storico Edgar Quinet, di cui tradusse l'Esprit nouveau, e fu amico del repubblicano Arcangelo Ghisleri. La madre, di Codogno, pur dovendo allevare ben sette figli, fu geniale scrittrice di versi che rivelano una felice e spontanea vena poetica.
Oltre all'educazione lombarda a fondo moralistico progressista, lo spirito gagliardo della fede garibaldina e mazziniana diede senza dubbio a Rebora una buona base di partenza, ma quello stesso spirito eccessivamente liberale e razionalista, unito all'assenza di una formazione religiosa confessionale, contribuirono ad aggravare lo stato di disagio del suo animo, sempre alla ricerca di una disciplina spirituale più idealistica.
Tutta l'opera di Rebora sarà segnata da un tesissimo sforzo per liberarsi dalla problematica eredità spirituale paterna, che condizionò la sua vita e la sua poesia. Il fratello Piero parla infatti di due sentimenti profondi che gli derivarono dall'educazione familiare: l'attaccamento alla patria italiana e l'amore per gli umili, sentimenti che si ritroveranno in tutte le sue opere.
Si possono distinguere, nella sua formazione, tre fasi di vita che poi corrispondono alla variazione della sua opera poetica: una prima fase esistenzialistica-letteraria, una seconda fase che si può definire umanitario-sincretistica dal carattere filosofico-religioso, una terza fase decisamente cattolica.
Dall'epistolario e dalla testimonianza degli amici si delinea la figura di un giovane dai saldi principi morali, fortemente impegnato sul piano intellettuale, che credeva nell'amicizia e nella solidarietà del gruppo, schivo dei successi professionali e mondani.
La sua prima crisi, che lo portò a tentare il suicidio e gli fece comprendere di dover rompere con il sistema di pensiero e di valori ereditati dal padre, avvenne mentre stava redigendo la tesi di laurea.
Non ebbe grandi contatti con l'ambiente fiorentino della rivista La Voce, a parte il rapporto personale con Prezzolini; costante invece fu l'amicizia con Giovanni Boine dal 1909 alla morte dello scrittore ligure.

## Opere e poetica
Prima della pubblicazione dei Frammenti lirici, di Rebora comparve solamente una parte della sua tesi sul Romagnosi sulla Rivista d'Italia ed uno studio molto acuto sui rapporti di Giacomo Leopardi con la musica e, su La Voce, altri due scritti.

### I frammenti lirici
Sono i Frammenti lirici, pubblicati nel 1913 a Firenze, la più vasta delle sue raccolte in versi. L'opera, composta da 72 frammenti, è numerata con i numeri romani e ricevette dei titoli in una edizione del 1947 curata, ancora vivente l'autore, dal fratello Piero.
L'ordine dei frammenti denota un'intenzione mirata per la creazione di una architettura interna della raccolta. La maggior parte dei testi ha la forma di canzoni polimetre dove dominano l'endecasillabo e il settenario con mutamenti ritmici di dodici, dieci, otto sillabe, alle quali si aggiungono delle brevi composizioni con carattere di madrigale e di sonetto.
Il conflitto tra volontà buona e quindi positiva e accidia depressiva con connotati negativi è il tema che domina la raccolta.
La maggior parte dei Frammenti mette in evidenza la condizione psicologica del conflitto che agitava l'Italia di quei tempi in veloce espansione industriale, con la drammatica immagine di una "città che sale" (titolo questo di un quadro di Umberto Boccioni, pittore che si era formato nello stesso clima culturale milanese) che rappresenta l'Italia al momento della sua prima trasformazione moderna.
Rebora trovò, nel conflitto in corso tra il vecchio e il nuovo, tra la città e la campagna, una profonda positività e vide in esso un moto progressivo del reale.
Queste liriche si basano su una opposizione interna che ne crea la struttura e il "ma" avversativo, così spesso usato, segna il passaggio da una negatività a una positività e viceversa.
Accanto a questi temi c'è il tema elegiaco della famiglia e dell'amore e la comparsa di dissocianti tensioni nelle quali si intravedono quegli atteggiamenti che saranno decisivi per le poesie del successivo decennio.
Vi è nei versi di Rebora il prevalere della sfera verbale su quella nominale che si evidenzia nell'uso e nell'abuso dell'infinito al posto del sostantivo, nel ricco gioco di allusioni e criptocitazioni, da quelle di Dante delle Rime e del Paradiso alle cadenze del Parini, nei recuperi leopardiani e nell'anticipo di tutti quegli accorgimenti che saranno poi dell'Ungaretti degli anni trenta e quaranta.
Le presenze dantesche all'interno della raccolta (che si manifestano non solo attraverso puntuali riprese lessicali, ma anche con invettive, l'impiego della luce e dell'ombra, la manipolazione del materiale fonico ecc.) sono così rilevanti da essere indispensabili alla comprensione dei Frammenti lirici.

### Le raccolte poetiche del secondo decennio
Le poesie dei Canti anonimi (1920-1922), le Poesie sparse pubblicate nel 1947 e le Prose liriche (1915-1917), così come i versi di appendice dell'editore Scheiwiller (fra i quali le Nove poesie per una lucciola e, fra le rifiutate le parti III e IV della composizione Movimenti di poesia del 1914) pur essendo, almeno in parte, uno sviluppo dei Frammenti, risentono di una vera e propria ansia di frattura dovuta probabilmente al rapporto, sul piano biografico, con la relazione che Rebora ebbe in quel periodo con Lydia Natus e soprattutto all'esperienza della guerra e della trincea.
Rebora sembra, in queste opere, risentire della lezione del cubismo e della pittura del suo tempo, da quella mistica e divisionale di Giovanni Segantini, fino alle composizioni dei cubisti e dei futuristi.
Nelle nuove composizioni di Rebora si avverte il clima dell'imminente conversione, della quale l'autore stesso fa testimonianza nella premessa, quando parla di una "certezza di bontà operosa" che "va liberandosi".
I testi di Rebora possono considerarsi unici nell'Italia di quei tempi come poesia che non si limita a declamare contro la strage ma, nelle sue convulse fratture di ritmo e di lessico, ripropone formalmente i conflitti armati in atto.
Nelle due maggiori poesie ispirate alla sua esperienza di guerra (Viatico e Voce di vedetta morta) vi è una similitudine significativa della vita umana trascinata via dalla gora e il tutto è espresso in una cantilena dolorosa con un ritmo fondato sull'alternarsi di sillabe accentate e di sillabe atone all'inizio dei versi.

### Poesie successive alla conversione
Valutare la poesia reboriana successiva alla conversione non è facile.
Essa si pone con consapevolezza come compagna della liturgia.
Nelle Poesie religiose (1936-1947) e nei Canti dell'infermità (1947-1956) ricompare di tanto in tanto la violenza che aveva animato i Frammenti e i Canti anonimi.
Nell'estate del 1955, già colpito dal male, Rebora compone un Curriculum vitae, significativa e sommaria autobiografia, nella quale compaiono ancora dei lampeggiamenti come nel passo in cui narra la distruzione dei libri e dei manoscritti.
Il cosiddetto "dissidio" di Rebora non può essere ridotto ad una situazione psicologica particolare e nemmeno ai termini di una improvvisa vocazione religiosa, ma sia l'una sia l'altra si manifestano come la trasposizione verbale di un dissidio all'interno della società, dissidio avvertito ed espresso verbalmente, quasi solamente da Luigi Pirandello e Italo Svevo.
L'incapacità di Rebora di raggiungere una piena consapevolezza sta a significare che la cultura dei suoi tempi e quella a lui più vicino non era capace di spiegare i termini storici di tale dissidio, ed è solamente l'energia morale che conduce il poeta al "punto senza ritorno, oltre il quale non resta che l'impegno della sovversione politica o quello religioso".
Le parole che si leggono in un passo di Arche di Noè sul sangue (una delle sue prose di guerra) sono così chiare da non lasciare dubbi:
(da Arche di Noè)

## Opere

### Poesia
- I Frammenti lirici, Libreria della "Voce", Firenze 1913; nuova edizione commentata, a cura di Gianni Mussini e Matteo Giancotti, Interlinea, Novara 2008
- Canti anonimi raccolti da C.R., Il Convegno editoriale, Milano 1922
- Le poesie 1913-1947, a cura di P. Rebora, Vallecchi, Firenze 1947
- Via Crucis, Scheiwiller, Milano 1955
- Curriculum vitae, Scheiwiller, Milano 1955; nuova edizione commentata, a cura di Roberto Cicala e Gianni Mussini, Interlinea, 2001
- Canti dell'infermità, Scheiwiller, Milano 1956 (ristampa brani già usciti in plaquettes o su rivista; ed. accresciuta, Scheiwiller, Milano 1957)
- Gesù il fedele. Il Natale, Scheiwiller, Milano 1956
- Iconografia (poesie e prose inedite) a cura di V. Scheiwiller, Scheiwiller, Milano 1959
- Aspirazioni e preghiere, Scheiwiller, Milano 1963
- Ecco del cielo più grande, Scheiwiller, Milano 1965
- Le poesie (1913-1957), Garzanti, Milano 1961 (nuova ed. accresciuta, Scheiwiller, Milano 1994)
- Il tuo Natale, Interlinea, Novara 2005.
- Tra melma e sangue. Lettere e poesie di guerra, Interlinea, Novara 2008.
- Passione e poesia. Lettere (1954-1657), a cura di Gianni Mussini, Interlinea, Novara 2012
- Il tuo Natale di fuoco. Poesie. lettere, pagine di diario, postille e inediti, a cura di Roberto Cicala, Valerio Rossi, Interlinea, Novara 2016

### Traduzioni
- Gianardana, favola buddhista, Caddeo, Milano 1923
- Lazzaro e altre novelle di L.Andreev, Vallecchi, Firenze 1919
- Il cappotto di N.Gogol, Il Convegno, Milano 1922
- La felicità domestica di L. Tolstoj, Edizione "La Voce", Firenze 1930

### Altri scritti
- Rosmini mistico, Interlinea, Novara 1995.
- Diario intimo. Quaderno inedito, a cura di Roberto Cicala e Valerio Rossi, Interlinea, Novara 2006.

### Opera Omnia
- Poesie, prose e traduzioni, a cura e con un saggio introduttivo di Adele Dei, con la collaborazione di Paolo Maccari, Collana I Meridiani, Milano, Mondadori, 2015,  pp. CXXXIV-1338.